# Alkylradikal
Ein Alkylradikal ist eine chemische Spezies, die von einem Alkan (einem gesättigten Kohlenwasserstoff) abgeleitet ist und ein ungepaartes Elektron besitzt, was es extrem reaktiv macht. Alkylradikale spielen eine zentrale Rolle in vielen chemischen Reaktionen und Prozessen, einschließlich der Synthese von Polymeren und der Biochemie. Aufgrund ihres ungepaarten Elektrons sind Alkylradikale hochreaktiv. Sie neigen dazu, schnell mit anderen Molekülen zu reagieren, um stabile Verbindungen zu bilden. Diese Reaktivität macht sie zu wichtigen Zwischenprodukten in vielen chemischen Reaktionen.
In der Biochemie können sie während enzymatischer Reaktionen als reaktive Zwischenprodukte fungieren, aber auch durch oxidative Stressmechanismen zu Zellschäden führen. Antioxidantien wirken diesen schädlichen Effekten entgegen, indem sie Alkylradikale neutralisieren.

## Struktur und Bildung
Die allgemeine Strukturformel eines Alkylradikals ist {\displaystyle {\ce {R.}}}, wobei {\displaystyle {\ce {R}}} eine Alkylgruppe darstellt und das {\displaystyle {\ce {.}}} das ungepaarte Elektron symbolisiert. Alkylradikale entstehen typischerweise durch homolytische Spaltung einer C-H-Bindung in einem Alkan, wobei jedes der beiden Atome, die an der Bindung beteiligt sind, ein Elektron erhält. Ein Beispiel ist die Bildung eines Methylradikals aus Methan:
{\displaystyle {\ce {CH4 -> .CH3 + H.}}}